# Mehdi Karroubi

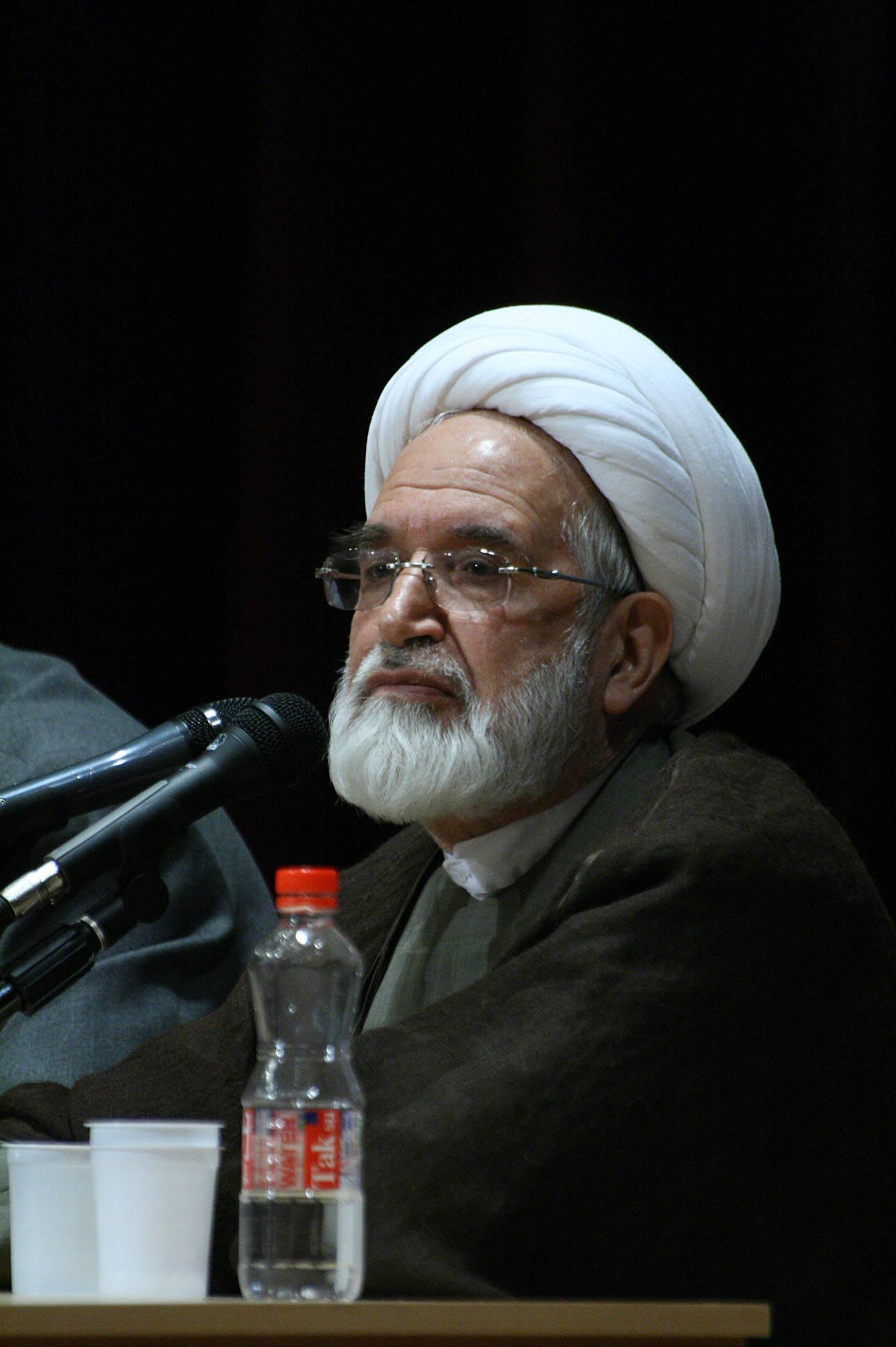
Mehdi Karroubi in Zandschan (2009)

Mehdi Karroubi (مهدی کروبی Mehdi Karrubi; * 26. September 1937 in Aligudarz in Luristan) ist ein iranischer Politiker, Parlamentspräsident und schiitischer Kleriker mit dem religiösen Titel Hodschatoleslam val Moslemin.

## Leben
Karroubi war Präsident des iranischen Parlaments (Madschlis-e Schora-ye Eslamii) von 1989 bis 1996 und von 2000 bis 2004 sowie Kandidat bei den Iranischen Präsidentschaftswahlen 2005. Im ersten Wahlgang erhielt er 17,24 % der Stimmen.
Nach der verlorenen Präsidentschaftswahl gründete Karroubi die Partei Etemad-e Melli („Nationales Vertrauen“). Nach Bahman Nirumand diente diese Parteigründung dazu, „durch heftige Kritik an den Reformern bei den rechten Kräften mehr Vertrauen zu gewinnen“.
Karroubi gilt als gemäßigter Kleriker, der den Führungsstil Mahmud Ahmadineschads kritisierte, das herrschende System der Islamischen Republik jedoch nicht in Frage stellt. In einem Interview im Februar 2008 sagte er: „Ich bin ein Mitglied des [islamischen] Systems, das Kind des Systems und mein Schicksal ist eng mit dem System verknüpft.“ In einer Rede am 9. März 2008 betonte Karroubi: „Die Ursache unserer Probleme ist nicht, ob wir die Aussetzung (der Urananreicherung) akzeptieren oder nicht [...] Brandreden und Standpunkte haben viele Probleme für den Iran verursacht [...] wir können auch ohne provokante Reden auf unseren Rechten bestehen.“
Im Bezug auf die Außenpolitik bemerkte Karroubi in einem Interview mit dem Tagesspiegel: „Der Holocaust hat stattgefunden. Es gab die Mordtaten. Sollen wir Adolf Hitler verteidigen, indem wir den Holocaust leugnen?“
Mehdi Karroubi gehörte als Oppositionskandidat mit Mir Hossein Mussawi zur „Grünen Bewegung“ im Iran. Beide riefen am 14. Februar 2011 zu landesweiten Solidaritätsdemonstrationen mit der tunesischen und ägyptischen Bevölkerung auf. Seit dem 24. Februar 2011 stehen sie zusammen mit ihren Ehefrauen (Fatemeh Karroubi und Zahra Rahnaward) unter Hausarrest.